# بناركبود يك (مقاطعة دورة)
بناركبود يك (بالفارسية: بنارکبود یک) هي قرية تقع في قسم تشكن الريفي (مقاطعة دورة) في إيران. يقدر عدد سكانها بـ 114 نسمة .